# Rátót, Vas
Rátót  este un sat în districtul Szentgotthárd, județul Vas, Ungaria, având o populație de 244 de locuitori (2011). 

## Demografie
Componența etnică a satului Rátót
     Maghiari (98,33%)
     Sloveni (1,67%)
Componența confesională a satului Rátót
     Romano-catolici (86,48%)
     Atei (1,64%)
     Reformați (1,23%)
     Necunoscută (10,66%)
     Alte religii (1,23%)
Conform recensământului din 2011, satul Rátót avea 244 de locuitori. Din punct de vedere etnic, majoritatea locuitorilor (98,33%) erau maghiari, cu o minoritate de sloveni (1,67%).  Din punct de vedere confesional, majoritatea locuitorilor (86,48%) erau romano-catolici, existând și minorități de atei (1,64%) și reformați (1,23%). Pentru 10,66% din locuitori nu este cunoscută apartenența confesională.